# Curahpetung
Curahpetung is een bestuurslaag in het regentschap Lumajang van de provincie Oost-Java, Indonesië. Curahpetung telt 3860 inwoners (volkstelling 2010).